# ミラン・バデリ
ミラン・バデリ（Milan Badelj, 1989年2月25日 - ）は、ユーゴスラビア（現クロアチア）・ザグレブ出身のサッカー選手。セリエA・ジェノアCFC所属。ポジションはミッドフィールダー。

## 経歴

### クラブ
地元NKザグレブのユースチームを経て、2007年の17歳の時に同じザグレブを拠点とするライバルのNKディナモ・ザグレブのユースチームと契約した。シニアレベルでの経験を積ませるため、2007-08シーズンにNKロコモティヴァ・ザグレブのトップチームへ期限付き移籍をすると、28試合7得点でトレチャHNL東のタイトル獲得に貢献した。

#### ディナモ・ザグレブ
レンタル先での活躍が認められたバデリは、2008年にトッテナム・ホットスパーFCへ移籍した中心選手のルカ・モドリッチの代替として呼び戻されると、UEFAチャンピオンズリーグ 2008-09予選・1回戦のリンフィールドFC戦で公式戦初出場、HNKリエカとの2008-09シーズン開幕戦（2-0勝利）で国内リーグ初出場及び初得点を記録。以降、すぐさま中心選手としての地位を確立し、復帰1季目でリーグ戦31試合、UEFAカップ 2008-09を含めた欧州カップ戦で12試合に出場した。また、リーグ戦とカップ戦の2冠を達成した。
翌2009-10シーズン以降も引き続き中心選手として印象的なプレイを披露し、2011年3月にハイドゥク・スプリトとのヴィエチュニ・デルビ（2-0勝利）で得点を記録。また、幾つかの試合でキャプテンマークを付けていた。UEFAチャンピオンズリーグ 2011-12では、UEFAチャンピオンズリーグ 1999-2000以来となる本大会進出に貢献し、レアル・マドリード、アヤックス・アムステルダム、オリンピック・リヨンとのグループステージ全6試合に出場した。その後、移籍することが決定したことでスタディオン・マクシミールでの最後の試合となったUEFAチャンピオンズリーグ 2012-13プレイオフのNKマリボル戦で得点を挙げている。

#### ハンブルガーSV
2012年8月13日にドイツ1部のハンブルガーSVと3年契約を締結。移籍金非公開だが、クロアチアメディアによると移籍金350万ユーロと見られている。同年9月1日のヴェルダー・ブレーメン戦でリーグ初出場を飾って以降、定位置を確保し、2012年11月のシャルケ04戦で初得点を挙げた。

#### フィオレンティーナ
2014年8月31日、ACFフィオレンティーナに移籍した。2014-15シーズンは主にダビド・ピサロの控えとしてリーグ戦に21試合出場し1得点を挙げる。ターンオーバーで出場機会が多かったUEFAヨーロッパリーグでは13試合に出場しチームの準決勝進出に貢献した。

#### ラツィオ
2018年8月1日、SSラツィオと4年契約を締結したことが発表された。

#### フィオレンティーナ復帰
2019年8月5日、ACFフィオレンティーナに買い取りオプション付きのレンタル移籍で復帰することが発表された。

#### ジェノア
2020年9月16日、ジェノアCFCと3年契約を締結したことが発表された。

### 代表
様々な世代別代表を経て、2010年5月23日のウェールズ戦でA代表初出場、2011年9月2日にUEFA EURO 2012予選のマルタ戦で初得点を記録した。
2018FIFAワールドカップロシア大会では一次リーグ第3戦アイスランド戦でゴールを決め勝利を助けた。

## 代表歴

### 出場大会
- クロアチア代表
  - 2014 FIFAワールドカップ
  - 2018 FIFAワールドカップ

### 試合数
- 国際Aマッチ 55試合 2得点（2010年-2021年）[9]

| クロアチア代表 | 国際Aマッチ | 国際Aマッチ |
| 年             | 出場        | 得点        |
| -------------- | ----------- | ----------- |
| 2010           | 2           | 0           |
| 2011           | 1           | 1           |
| 2012           | 4           | 0           |
| 2013           | 2           | 0           |
| 2014           | 2           | 0           |
| 2015           | 6           | 0           |
| 2016           | 12          | 0           |
| 2017           | 6           | 0           |
| 2018           | 9           | 1           |
| 2019           | 6           | 0           |
| 2020           | 3           | 0           |
| 2021           | 2           | 0           |
| 通算           | 55          | 2           |

## タイトル

### クラブ
NKディナモ・ザグレブ
- プルヴァHNL ： 2008-2009, 2009-10, 2010-11, 2011-12
- フルヴァツキ・ノゴメトニ・クプ ： 2008-09, 2010-11, 2011-12
- フルヴァツキ・ノゴメトニ・スーペルクプ ： 2010

NKロコモティヴァ・ザグレブ
- トレチャHNL東 ： 2007-2008

SSラツィオ
- コッパ・イタリア ： 2018-2019

個人
- クロアチア年間最優秀若手選手賞 : 2009